# Seznam osob spojených s povstáním komunérů
Toto je seznam účastníků a významných osobností povstání komunérů, což bylo povstání v Kastilii v letech 1520–1522.

## Royalisté
Královská strana bojovala za zachování stávající vlády krále Karla I. (španělsky: Carlos I). Spolu s Karlem vedl vládu regent:
- Kardinál Adrian z Utrechtu (španělsky: Adriano de Utrecht)

Karel svou cestou do Německa, kde se ujal nově získaného titulu císaře Svaté říše římské (v říši vládl jako Karel V., ale ve Španělsku nebyl žádný jiný král Karel před ním), pomohl vyvolat povstání. Bylo to vnímáno jako porušení slibu, že v Kastilii ponechá domácího vládce, jelikož Adrian byl Vlám.
Přestože byl Karel po dobu povstání v Německu, sehrál klíčovou roli v jeho potlačení skrze komunikaci a příkazy regentu Adrianovi. Jedním z jeho nejdůležitějších rozhodnutí bylo jmenování dvou nových španělských koregentů pro vládu v Kastilii:
- Konstábla Kastilie, Íñiga Fernándeze
- Admirála Kastilie, Fadrique Enríqueze

### Královská rada a poradci
Královská rada fakticky vládla zemi od smrti krále Filipa I. Nebyla však mezi obyčejnými lidmi oblíbená, protože často nečinně přihlížela, jak šlechta nezákonně rozšiřuje své domény pod hrozbou násilí. Rozšířila se korupce a vláda se dostala do dluhů. Předseda rady, Antonio de Rojas Manrique, byl široce nenáviděn.
Přesto odpor vůči Královské radě bledl ve srovnání s opovržením, které panovalo vůči družině vlámských poradců, které Karel přivezl do Španělska.
Vilém de Croÿ, sieur de Chièvres (španělsky: Guillermo de Croÿ, señor de Chièvres) řídil většinu Karlovy výchovy ve Flandrech a nenaučil ho příliš mnoho o státnictví. Tím přinutil Karla spoléhat se na jeho rady. Mnoho vlámských poradců se obohacovalo z kastilské pokladny. Vilém de Croÿ se stal kastilským pokladníkem, přičemž tuto funkci později prodal Álvaru de Zúñiga, vévodovi z Béjaru, za 30 000 dukátů. Měl plnou kontrolu nad jmenováním úředníků do španělských kolonií v Západní Indii a dosazoval své přátele na vysoké pozice, například Jan de Witte se stal biskupem Kuby. Sliboval bohatá léna Laurentu de Gorrevotovi na Kubě a Yucatánu (což bylo později zrušeno) a umožnil mu dovézt 4 000 afrických otroků do Ameriky. Gorrevot toto právo prodal syndikátu za 25 000 dukátů. Také prosadil, aby byl jeho dvacetiletý synovec Vilém de Croÿ jmenován arcibiskupem toledským, což bylo vnímáno jako extrémní nepotismus.
Jean Le Sauvage sloužil jako kancléř a v roce 1518 kontroverzně předsedal valladolidským kortesům. V prosinci 1517 získal právo vybírat cla na vývoz mandlí a sušeného ovoce, což dříve držel vládce Granady. Toto právo pronajal Fernandu de Córdoba na devět let za 168 000 dukátů.

### Vojenští velitelé
- Rodrigo Ronquillo – vedl neúspěšnou výpravu k Segovii, aby potrestal vraždu zákonodárce, který hlasoval pro královu daň na kortesech v Corunně.
- Antonio de Fonseca – generál-kapitán kastilské armády, který se vydal do Mediny del Campo zabavit královské dělostřelectvo, ale byl vytlačen místními obyvateli.
- Antonio de Zúñiga – převor Maltézského řádu.

## Komunéři
Komunéři byli rebelové, kteří se pokusili svrhnout Královskou radu a nastolit vlastní vládu. Jejich nejpevnější základnou podpory byla střední a vyšší střední třída. Bohatá elita měla za vlády Ferdinanda a Isabely dobré postavení, ale pod vládou Královské rady její vliv upadal ve prospěch nejmocnějších šlechticů. Někteří šlechtici, zejména ti méně významní, se k povstání přidali, protože záviděli cizincům, kteří pod Karlem obsadili mnoho prestižních vládních pozic. Venkovští rolníci měli většinou rozporuplnou loajalitu.
Ve druhé fázi povstání se rebelie pod vedením biskupa Antonia de Acuña a dalších silně obrátila proti feudálním pánům. To pomohlo získat větší podporu rolníků pro věc komunérů, ale zároveň odradilo mocné šlechtice, kteří se obávali o své výsady.

### Šlechtici a rytíři
- Pedro de Girón – kastilský šlechtic, který získal významné postavení v juntě a nakonec se stal kapitánem armády.
- Pedro López de Ayala – hrabě ze Salvatierra a kapitán vojska komunérů.
- Ramiro Núñez de Guzmán – městský radní, pán z Pormy a vesnice Toral.
- Pedro Maldonado – dědic rodu Casa de las Conchas ze Salamanky a kapitán armády.
- María Pacheco – kastilská šlechtična. Řídila město Toledo v nepřítomnosti svého manžela Juana de Padilly, a po jeho smrti se stala vůdkyní zbytků povstání.
- Luis de Quintanilla – kapitán armády.
- Juan de Mendoza – pán z Cubas a Griñónu.
- Juan de Padilla – kastilský šlechtic a vrchní velitel armády komunérů.
- Juan Bravo – kastilský šlechtic.
- Francisco Maldonado – kastilský šlechtic.
- Pedro Laso de la Vega – významný městský radní v Toledu, umírněný politik, který se postavil proti pozdějšímu zaměření povstání proti šlechtě.[1]

### Měšťané
- Luis de Cuéllar – obchodník a exportér.
- Antonio Suárez – obchodník s vlnou.
- Antonio de Aguilar – lékárník.
- Gonzalo de Ayora – oficiální historik.
- Bernaldino de los Ríos – soudce.
- Alonso de Zúñiga – profesor.
- Alonso de Arreo – městský radní a právník z Navalcarnera.

### Duchovní
- Antonio de Acuña – biskup ze Zamory a kapitán armády.
- Juan de Bilbao – františkán a jeden z teoretiků a iniciátorů povstání.
- Alonso de Medina – dominikán.
- Alonso de Bustillo – dominikán a vedoucí katedry teologie v semináři ve Valladolidu.

## Ostatní
- Královna Jana Šílená (španělsky: Juana la Loca) – Povstalci prohlásili, že se zotavila a je připravena vládnout. Historické prameny se liší v tom, zda skutečně došlo k výraznému zotavení. Americký historik Stephen Haliczer věří, že ano, ale pokud k němu došlo, komunérům to nijak nepomohlo. Jana se dozvěděla o protikarlovské rétorice a odmítla se k ní připojit. Odmítla podepsat jakékoli edikty nebo poskytnout povstalcům výraznější podporu, ať už kvůli své neschopnosti, nebo nesouhlasu. Když padlo město Tordesillas, údajně byla šťastná. Vše, co si přála, byla pozornost, které se jí konečně dostalo.
- Papež Lev X. – Byl považován za vstřícného k mnoha Karlovým přáním. Když Karel v roce 1517 zvýšil daň na církevní majetek ve Španělsku, španělská církev zpočátku hlasitě protestovala. Karel však přiměl Lva X., aby dani požehnal.[2] Během povstání většina španělské církve podporovala komunéry, ale Lev X. neposkytl žádné jasné vedení a diskrétně podporoval Karla. Církevní řády se silnými zahraničními vazbami, například Maltézští rytíři, byly obvykle loajální vůči královské moci.
- Císař Maxmilián I. Habsburský – Děd Karla I. a císař Svaté říše římské do roku 1519. Jeho podpora Karlovi pomohla zajistit jeho nástupnictví na španělském trůně i v říši, čímž nepřímo ovlivnil události vedoucí k povstání.
- František I. Francouzský – Francouzský král a hlavní rival Karla I. v Evropě. Ačkoliv do povstání komunérů nezasáhl přímo, jeho soupeření s Karlem o nadvládu v Evropě mohlo ovlivnit politickou situaci ve Španělsku a způsobit větší napětí v zemi.
- Král Jindřich VIII. Anglický – Další z Karlových evropských rivalů, který sledoval povstání se zájmem, ale přímo se do něj nezapojil.
- Benátská republika – Benátky měly napjaté vztahy s Habsburky a přestože se k povstání nevyjádřily oficiálně, nepřímo podporovaly jakoukoli destabilizaci Karlovy moci.